# District de Brignoles
Le district de Brignoles est une ancienne division territoriale française du département du Var de 1790 à 1795.
Il était composé des cantons de Brignoles, Besse, Cabasse, Correns, Forcalqueiret, Gareould, Leval, la Roque et Signes.